# János Füzér
János Füzér (Timișoara, 23 agosto 1916 – 24 novembre 1990) è stato un calciatore ungherese con passaporto rumeno, di ruolo attaccante.
Era noto anche con il nome Ian e l'italianizzato in Giovanni.

## Carriera

### Club
Tra le file del Diósgyőri dal 1938 al 1945, passa al MTK Budapest al termine della seconda guerra mondiale.
Nel 1947 si trasferisce al Ferar Cluj, club rumeno nel quale giocherà tre incontri, segnando una rete.
Dopo la breve esperienza rumena si trasferisce in Italia tra le file del Genoa, disputandovi la stagione 1947-1948 ed ottennendovi il dodicesimo posto in Serie A.
Con i rossoblu esordì il 5 ottobre 1947, nella sconfitta esterna per 2-0 contro il Milan.
Lasciato il sodalizio genovese nel 1948, passa al Pisa con cui ottiene l'ottavo posto nella Serie B 1948-1949.
Torna in Liguria nel 1949, per disputare il campionato di Serie C 1949-1950 con il Savona. Con i liguri ottiene il settimo posto nel girone A.
Nel novembre del 1950 passa al Parma, sempre in Serie C, con cui sfiorò la promozione in cadetteria, ottenendo con gli emiliani il terzo posto del girone B a tre punti dai campioni del Marzotto Valdagno.

### Nazionale
Con la nazionale di calcio dell'Ungheria disputò il 14 giugno 1942 un'amichevole contro la nazionale di calcio della Croazia, terminata 1-1.

## Statistiche

### Cronologia presenze e reti in Nazionale
| Cronologia completa delle presenze e delle reti in nazionale ― Ungheria | Cronologia completa delle presenze e delle reti in nazionale ― Ungheria | Cronologia completa delle presenze e delle reti in nazionale ― Ungheria | Cronologia completa delle presenze e delle reti in nazionale ― Ungheria | Cronologia completa delle presenze e delle reti in nazionale ― Ungheria | Cronologia completa delle presenze e delle reti in nazionale ― Ungheria | Cronologia completa delle presenze e delle reti in nazionale ― Ungheria | Cronologia completa delle presenze e delle reti in nazionale ― Ungheria |
| Data                                                                    | Città                                                                   | In casa                                                                 | Risultato                                                               | Ospiti                                                                  | Competizione                                                            | Reti                                                                    | Note                                                                    |
| ----------------------------------------------------------------------- | ----------------------------------------------------------------------- | ----------------------------------------------------------------------- | ----------------------------------------------------------------------- | ----------------------------------------------------------------------- | ----------------------------------------------------------------------- | ----------------------------------------------------------------------- | ----------------------------------------------------------------------- |
| 14/06/1942                                                              | Budapest                                                                | Ungheria                                                                | 1 – 1                                                                   | Croazia                                                                 | Amichevole                                                              | -                                                                       |                                                                         |
| Totale                                                                  |                                                                         | Presenze                                                                | 1                                                                       |                                                                         | Reti                                                                    | 0                                                                       |                                                                         |

## Palmarès

### Club

#### Competizioni nazionali
- Nemzeti Bajnokság II: 1

Diósgyőr: 1939-1940